# 染色尖嘴魚
染色尖嘴魚（学名：Gomphosus varius），又稱作雜色尖嘴魚、突吻鸚鯛、鳥鸚鯛、鳥仔魚、出角鳥、尖嘴龍、青鴨、鴨嘴龍，为輻鰭魚綱隆頭魚科尖嘴魚屬下的一个种。

## 分布
本魚分布於印度太平洋區，包括馬達加斯加、莫三比克海峽、模里西斯、馬爾地夫、斯里蘭卡、安達曼群島、日本、台灣、中國南海、菲律賓、越南、泰國、印尼、新幾內亞、新喀里多尼亞、密克羅尼西亞、帛琉、马里亚纳群岛、可可群島、聖誕島、澳洲、馬紹爾群島、諾魯、索羅門群島、夏威夷群島、法屬玻里尼西亞、美屬薩摩亞、斐濟群島、東加、吐瓦魯、萬那杜等海域。

## 特徵
本魚吻延長成管狀，眼上側位。上頜長於下頜；上下頜具一列齒，上頜前方具 2犬齒。體被大鱗，腹鰭具鞘鱗；側線連續。體色雌雄各異，雄性個體成深藍綠色，體側鱗片多有一紫色垂直斑紋。鰓蓋後方有一淡綠色長型大斑。雌魚體前半部呈黃褐色。後半部呈黑褐色，頭部背側呈橘紅色，腹側略呈淡紅色。眼前方及後方各有一條暗褐色窄帶。體側鱗片具黑褐色斑點或垂直線紋。背鰭硬棘8枚、背鰭軟條13枚、臀鰭硬棘3枚、臀鰭軟條11枚。體長可達30公分，雌魚體型比雄魚小。

## 生態
本魚棲息在珊瑚礁區，生活在水深1~30公尺深，經常可以看到小魚成群在珊瑚上層水域游動，而成魚則在礁區活動。經常利用其長吻捕食藏身岩礁縫隙的小蝦、小魚、海星和軟體動物等。

## 經濟利用
形狀特殊，為水族館熱門的觀賞魚，亦可食用。